# Easton Neston
Easton Neston è una residenza di campagna nei pressi di Towcester, nel  Northamptonshire, in Inghilterra. È stato progettato in stile barocco dall'architetto Nicholas Hawksmoor.
La casa è un edificio di interesse storico.

## Storia
Easton Neston è sempre stata una residenza privata e non aperta al pubblico, di conseguenza è poco conosciuta. Fino a poco tempo fa la casa era di proprietà del Lord Hesketh, la cui famiglia discende da Sir William Fermor. Era arredata con pregevoli dipinti, arazzi e mobili del XVIII secolo.
Nel marzo 1876, l'imperatrice d'Austria visitò l'Inghilterra e affittò Easton Neston House, con il suo raffinato stallaggio per i suoi cavalli. Ha usato la stazione ferroviaria di Blisworth per raggiungere Londra.
Nel 2004 Alexander Fermor-Hesketh, III barone Hesketh ha messo in vendita la casa e la tenuta, compresa Towcester Racecourse, per £ 50.000.000. Nel 2005 una parte della tenuta, tra cui: la casa principale, alcuni edifici circostanti e 550 acri (2,2 km²) di terra, è stata venduta a uomo d'affari, Leon Max, per circa £ 15.000.000. Lord Hesketh, ha mantenuto la proprietà del campo di regata. Max prevede di utilizzare l'ala Wren, progettando un edificio come base per le sue operazioni europee, e il blocco di Hawksmoor come sua residenza personale.

## Architetto
Hawksmoor è stato incaricato di costruire Easton Neston da Sir William Fermor, in seguito creato Lord Leominster; Hawksmoor era stato consigliato da suo cugino acquisito, Sir Christopher Wren. A seguito del matrimonio di Fermor con una ereditiera, Catherine Poulett, nel 1692, decise di riutilizzare l'idea di un nuovo palazzo, e successivamente Hawksmoor ricevette la commissione intorno al 1694.
Il 29 marzo 2011, una rara lettera di 300 parole scritta e firmata da Wren, del 1685, in cui offre consigli sulla costruzione di Easton Neston, è stata venduta all'asta per £ 19.200.

## Esterno
Le statue (originariamente parte della collezione dei marmi di Arundel) sono stati rimossi e venduti da George Fermor, II conte di Pomfret (1722-1785), i quali sono stati acquistati dalla madre e donati al Ashmolean Museum di Oxford nel 1755.
Entrambe le facciate principali sono di design semplice. La casa rettangolare, si sviluppa su tre piani principali. Il primo è un bugnato piano interrato, con nove campate divise da pilastri compositi, ogni baia contiene un'alta finestra a ghigliottina, sottile della stessa altezza su ogni piano. La baia centrale contiene l'ingresso, affiancato da due colonne. Queste due colonne sostengono un piccolo frontone su cui vi è inciso il motto dei Fermor. La linea del tetto è nascosta da una balaustra e decorata a dieci intervalli, di pietra coperte da urne.

## Interni
Le sale principali presentano finestre che partono dal pavimento al soffitto. Le camere sono ampie e ben proporzionata, senza soffrire della grandezza opprimente. La massiccia scala principale, con una balaustra in ferro battuto in stile Jean Tijou, è decorata da dipinti da Sir James Thornhill.
Gli interni hanno subito alcune modifiche. La grande sala di Hawksmoor, con le sue pareti nude e decorata da vestiboli e colonne corinzie, è stato suddivisa nel XIX secolo, quando Sir Thomas Hesketh ereditò la proprietà da suo zio, per creare tre ulteriori camere da letto nel  piano superiore. Il salotto principale e le stanze solo riccamente decorate con stucchi di Artari della metà del XVIII secolo, un alto soffitto con trofei contenenti emblemi di caccia.